# Вне времени (альбом)
Вне времени — четвёртый студийный альбом, выпущенный латвийским рэп-исполнителем Johnyboy 8 июля 2018 года после четырёхлетнего творческого перерыва. Работа над альбомом была начата осенью 2017 года.

## История создания
В 2015 году состоялся Versus Battle с участием Johnyboy'я и Oxxxymiron’а. После участия в данном баттле, в 2016 году Денис берёт творческий перерыв, а также отпуск от появлений на публике, интервью, фотосессий, больших туров, промо-видео, скандалов и прочих неизбежных атрибутов хайпа.
11 июня 2018 года неожиданно состоялась премьера клипа на композицию «Intro», в котором Денис анонсировал свой четвёртый альбом. Данное событие стало резонансным в рэп-индустрии и навело небывалое количество шума. Возвращение Дениса в рэп-игру поддержали многие исполнители и видеоблогеры. 21 июня Денис оглашает название предстоящего альбома «Вне времени» и публикует треклист.
22 июня вышел клип на второй сингл с предстоящего альбома на композицию «VVV», который набрал миллион просмотров меньше, чем за неделю, что является рекордом в карьере Дениса. 2 июля состоялась премьера третьего сингла «Близость — максимум». Данный трек попал в топ ITunes, BOOM и ВКонтакте.
Премьера альбома состоялась 8 июля в 00:00 по московскому времени. Сам исполнитель отозвался о своём релизе следующим образом:
Сегодня в 00:00 по МСК мой альбом ‘’Вне времени’’ станет доступным для прослушивания и скачивания. От себя, попрошу послушать альбом с самого первого трека до последнего, в придуманном мною порядке.
На нём найдется место абсолютно разным песням: как депрессивно глубоким и романтичным, так и отмороженным бэнгерам. Если прошлые три альбома я писал очень быстро, записывал, не предавая значения оформлению, сведению, промо, и делал всё в стиле: ‘’Это же и так заебись, поскорей бы выложить’’, то ‘’Вне времени’’ создавался совсем иначе, при этом только своими силами и с поддержкой близких.
Было адски сложно раскрыться в творчестве, ведя нереально закрытый образ жизни последние три года. Я начал писать первые тексты в конце 17-го и был уверен, что забыл как писать рэп. Построил у себя дома в Риге студию, в январе привез с Питера Ваню Рейса, и мы записывали альбом 24/7. Всё постоянно настраивалось, улучшалось, был продуман каждый эдлиб, каждый инструмент. Затем были долгие месяцы сведения и создания своего звука. Feedjee, в конце концов, охуенно справился с задачей, и все получилось ещё лучше, чем было задумано. Абсолютно не было задачи написать суперхит, как это было в 2015-м, когда можно было услышать ряд моих не самых удачных синглов. Цель была одна - сделать свой самый пиздатый, качественный, целостный альбом.

Цель достигнута. Приятного прослушивания

## Список композиций
| №                   | Название                       | Текст песни         | Музыка              | Длительность |
| ------------------- | ------------------------------ | ------------------- | ------------------- | ------------ |
| 1.                  | «Intro»                        | Денис Василенко     | Ivan Reys           | 3:00         |
| 2.                  | «На всю башку»                 | Денис Василенко     | Ivan Reys           | 3:52         |
| 3.                  | «Русский рижанин»              | Денис Василенко     | Ivan Reys           | 3:30         |
| 4.                  | «Не надо учить»                | Денис Василенко     | Ivan Reys           | 4:04         |
| 5.                  | «Девять миллиардов»            | Денис Василенко     | Ivan Reys           | 3:52         |
| 6.                  | «Сильнее (feat. Stinie Whizz)» | Денис Василенко     | Ivan Reys           | 3:48         |
| 7.                  | «VVV»                          | Денис Василенко     | Ivan Reys           | 3:28         |
| 8.                  | «Ольга Бузова»                 | Денис Василенко     | Ivan Reys           | 2:45         |
| 9.                  | «Bassboosted»                  | Денис Василенко     | Ivan Reys           | 2:28         |
| 10.                 | «Напоминай мне»                | Денис Василенко     | Ivan Reys           | 4:01         |
| 11.                 | «Не чувствовать боль»          | Денис Василенко     | Ivan Reys           | 3:29         |
| 12.                 | «Сам себе друг»                | Денис Василенко     | Ivan Reys           | 3:36         |
| 13.                 | «Близость — максимум»          | Денис Василенко     | Ivan Reys           | 3:35         |
| 14.                 | «Гимн пропущенных вечеринок»   | Денис Василенко     | Ivan Reys           | 3:21         |
| 15.                 | «Настоящие монстры»            | Денис Василенко     | Ivan Reys           | 3:26         |
| Общая длительность: | Общая длительность:            | Общая длительность: | Общая длительность: | 52:15        |

## Видео
| Дата выхода  | Название              | Режиссёр       | Ссылка |
| ------------ | --------------------- | -------------- | ------ |
| 11 июня 2018 | «Intro»               | Павел Требухин | [ 3 ]  |
| 22 июня 2018 | «VVV»                 | Павел Требухин | [ 7 ]  |
| 2 июля 2018  | «Близость — максимум» | Павел Требухин | [ 9 ]  |